# Marko Ivanović
Marko Ivanović (* 5. ledna 1976 Praha) je český dirigent a hudební skladatel se srbskými kořeny. Od roku 2015 působí jako šéfdirigent Janáčkovy opery Národního divadla Brno.

## Studium
Absolvoval Pražskou konzervatoř a Akademii múzických umění v oborech skladba (prof. Václav Riedlbauch) a dirigování (prof. Radomil Eliška, Jiří Bělohlávek) a sbormistrovství (prof. Miroslav Košler). V roce 1999 absolvoval stáž na Hogeschool voor de Kunsten Utrecht u prof. Jurjena Hempela. V roce 2003 se v polských Katowicích stal laureátem Mezinárodní soutěže mladých dirigentů G. Fitelberga. V roce 2008 získal doktorský titul v oboru skladba a teorie skladby.

## Spolupráce s orchestry a operními domy
Spolupracuje s předními českými orchestry: Symfonický orchestr hl. m. Prahy FOK, Symfonický orchestr Českého rozhlasu, Státní filharmonie Brno, Pražská komorní filharmonie, Filharmonie Bohuslava Martinů Zlín, atd. Je pravidelným hostem největších českých hudebních festivalů: Pražské jaro, Smetanova Litomyšl, Janáčkův máj, Velikonoční festival duchovní hudby Brno, apod. Během svého angažmá v pražském Národním divadle (2006-2010) nastudoval mimo jiné českou premiéru opery Benjamina Brittena Curlew River. S pěvkyní Soňou Červenou spolupracoval na úspěšné politické opeře Aleše Březiny Zítra se bude... Na slavné inscenaci Dobře placená procházka režiséra Miloše Formana se podílel nejen jako dirigent, ale také jako autor nové instrumentace. V roce 2012 zde už jako hostující dirigent uvedl svou vlastní operu Čarokraj.
K největším zahraničním úspěchům poslední doby patří uvedení brněnské verze Janáčkovy Jenůfy v opeře ve švédském Malmö v prosinci 2012 a vydání DVD záznamu této inscenace o rok později vydavatelstvím Naxos. Jako hostující dirigent navštívil dále Německo, Polsko, Bosnu, Japonsko a USA.
V uplynulých letech vydal dvě CD s Komorní filharmonií Pardubice (nakladatelství Arco Diva) a realizoval řadu nahrávek pro Český rozhlas. V současnosti natáčí se Symfonickým orchestrem českého rozhlasu komplet symfonií Miloslava Kabeláče.
V letech 2009 – 2014 byl šéfdirigentem Komorní filharmonie Pardubice. Od roku 2015 působí Ivanović jako šéfdirigent brněnské Janáčkovy opery, kde se mj. podílí na realizaci edukační řady Krok za oponu. Za nastudovaní inscenace Epos o Gilgamešovi Bohuslava Martinů ve spojení s Dido a Aneas Henryho Purcella získal v roce 2016 Cenu Divadelních novin pro nejlepší hudební inscenaci sezony 2015/2016.

## Propagační a edukativní činnost
Vzhledem k aktivní kompoziční činnosti je Marko Ivanović považován za propagátora a specialistu na soudobou hudbu a hudbu 20. století. Kromě řady světových premiér (díla Michala Nejtka, Slavomíra Hořínky, Jiřího Kadeřábka, Miroslava Srnky a dalších), se zasloužil i o první česká uvedení mnoha klíčových děl světové soudobé hudby (Pašije Arva Pärta, Music for 18 Musicians Steva Reicha, atd.).
Spolu s tehdejším redaktorem ČRo Petrem Kadlecem založil v roce 2006 v rámci České filharmonie divácky velmi úspěšnou edukativní koncertní řadu Čtyři kroky do nového světa, zaměřenou na studentské publikum.
Na katedře skladby HAMU v Praze vede seminář scénické a filmové hudby.

## Skladba
Jako autor vážné hudby pravidelně spolupracuje s předními českými interprety v tomto oboru (Agon Orchestra, soubor MoEns, Komorní orchestr Berg,…), jeho skladby zazněly na řadě koncertů a festivalů (Maraton soudobé hudby – Praha, Wien Modern – Vídeň, Europe Young Classic – Berlín, atd.). Řada jeho skladeb byla natočena českými, německými a rakouskými rozhlasovými stanicemi. Skladba Šílencova ranní suita (2003) byla zařazena do rakouské monografie Susanny Niedermayr a Christiana Scheiba „European Meridians” (Saarbrücken, 2004) o soudobé hudbě východní a jižní Evropy.
Je autorem mnoha scénických, rozhlasových a filmových hudeb. Intenzivně spolupracuje s Divadlem bratří Formanů, dále pak mimo jiné s divadly Alfred ve dvoře, Studio DVA, Švandovo divadlo, Městské divadlo Český Těšín, s režiséry Ctiborem Turbou, Hanou Kofránkovou, Alešem Vrzákem, Natálií Deákovou. Podílel se na aranžování populárních písní pro řadu orchestrů a vokálních uskupení. Jako autor nové hudební úpravy spolupracoval v roce 2007 s režisérem Milošem Formanem na inscenaci opery Jiřího Suchého a Jiřího Šlitra Dobře placená procházka v Národním divadle v Praze.
Inscenace jeho komorní opery Dívka a smrt získala Cenu ředitelky festivalu OPERA 2003.
V roce 2012 uvedlo Národní divadlo v Praze s velkým úspěchem jeho celovečerní rodinnou operu Čarokraj.
Na objednávku Národního divadla Brno složil operu Monument, která měla premiéru v sezóně 2019-2020. Námětem opery je osud sochaře Otakara Švece. Autorem libreta je David Radok. Sám skladatel za ni v roce 2020 získal již druhou Cenu divadelní kritiky